# روبرت ميناسه
روبرت ميناسه (بالألمانية: Robert Menasse) (و. 1954  م) هو مترجم، وكاتب، وكاتب مقالات نمساوي، ولد في فيينا.

## التعليم
تعلم في جامعة ساو باولو.

## جوائز
حصل على جوائز منها:
- ميدالية كارل تسوكماير [الإنجليزية]‏ (2018)[23]
- جائزة فالتر هازنكليفر  [لغات أخرى]‏ (18 نوفمبر 2018)[24][25]
- German Book Prize [الإنجليزية]‏ (2016)[26]
- جائزة ماكس فريش [الإنجليزية]‏ (2013)
- جائزة هاينريش مان [الإنجليزية]‏ (2012)[27]
- جائزة الفن النمساوي للأدب  [لغات أخرى]‏ (2011)
- النيشان الذهبي لولاية فيينا (2009)
- فارس وسام الفنون والآداب (2005)
- Erich Fried Prize [الإنجليزية]‏ (2002)
- جائزة ليون فويشتفانغر [الإنجليزية]‏ (2001)
- جائزة جوزيف برايتباخ [الإنجليزية]‏ (2001)
- جائزة ماري لويز كاشنيتز [الإنجليزية]‏ (2001)
- Grimmelshausen Prize [الإنجليزية]‏ (1998)
- Theodor Körner Prize [الإنجليزية]‏ (1991)
- Heimito von Doderer-Literaturpreis [الإنجليزية]‏ (1989)
- وسام الفنون والآداب الفرنسي.

## وصلات خارجية
- روبرت ميناسه على موقع IMDb (الإنجليزية)
- روبرت ميناسه على موقع مونزينجر (الألمانية)

- روبرت ميناسه في قاعدة بيانات الأفلام على الإنترنت